# Etnostoria
L'etnostoria è una scienza etnoantropologica che studia le culture e la loro evoluzione in base ad una matrice complessa: nella ricerca è necessario affidarsi a diverse fonti, non solo a quelle canoniche, solitamente in forma scritta, ma anche alle tradizioni orali e da altre informazioni.
Va precisato che l'etnostoria non è uno strumento di studio dei popoli passati, fine a se stesso; l'etnostoria è lo studio analitico del presente, e della sua fenomenologia, fondato sulla retrospezione e, per questo, legata alle manifestazioni plurime della cultura popolare. Essa contribuisce alla focalizzazione dell'ontologia di un popolo, purché questa sia connessa alla realtà.
Questo consente all'etnostoria di proporsi come etnografia ed antropologia interpretativa con particolare attenzione ad eventi e fenomeni locali e territoriali.

## Istituti culturali
- Fondazione Prof. Aurelio Rigoli - Centro Internazionale di Etnostoria a Palermo presso Villa Lina, P.zza Niscemi 48, 90146